# Diggers (datorspel)
Diggers är ett pusselspel utgivet till Amiga CD32. Spelet släpptes senare även till Amiga 1200 och DOS. Spelet släpptes samtidigt som konsolen, tillsammans med Oscar.

## Handling
Spelet påminner om bland annat Lemmings. Spelaren styr ett gäng utomjordiska gruvarbetare som utvinner mineraler på planeten "Zarg". Man väljer från fyra olika "klaner". Spelet är uppdelad i olika utvinningsområden. För varje område finns en summa pengar som skall betalas innan man kan gå vidare. Pengarna får man genom att sälja de skatter man samlat på sig till banken.